# Katholisch Apostolische Kirche – Gemeinde Gottes
Die Katholisch Apostolische Kirche – Gemeinde Gottes (nl. Katholiek Apostolische Kerk – Gemeente Gods) ist eine christliche Glaubensgemeinschaft. Sie zählt zu den apostolischen Gemeinschaften. Seit 2009 nennt die Gemeinschaft sich Allgemeine Kirche (Algemene Kerk).

## Selbstverständnis
Man bezeichnet sich selbst als „versiegelte Seelen“ und sieht sich selbst als „eine Gemeinschaft von Christen aus vielen Kirchenabteilungen, die, während sie ihre Funktion in ihren eigenen kirchlichen Gemeinden fortsetzen, sich treffen, um sich selbst hinsichtlich der Spaltung der Kirche und des Verlustes der ersten Liebe zu demütigen.“ Die Mitglieder der Gemeinschaft bleiben in der Kirchengemeinschaft, in der sie getauft sind, und verpflichten sich, neben ihrer dortigen Tätigkeit in der kleinen Gemeinschaft aktiv mitzuarbeiten.

## Entstehung
Die Geschichte der Gemeinschaft geht zurück bis in die 1920er Jahre. Zwei Brüder, Johannes Leonardus Bos und Leonardus Johannes Bos, aus der Nähe von Utrecht, die der Niederländisch-Reformierten Kirche angehörten, hörten von den katholisch-apostolischen Gemeinden, welche damals nach dem Tod des letzten Apostels 1901 in der sogenannten „Zeit der Stille“ lebten. Sie beschäftigten sich schon lange mit der Frage, warum es das Amt des Apostels, welches insbesondere in den Briefen des Apostels Paulus so ausdrucksvoll beschrieben wurde, nicht mehr in den christlichen Kirchen gab. Die Brüder besuchten katholisch-apostolische Gottesdienste in Utrecht und waren daraufhin überzeugt von der Echtheit dieses Werkes.
Nach dieser für sie einschneidenden Entdeckung waren sie voller Überzeugung, dass Gott der Kirche wieder Apostel geben würde. Dazu hielten sie Gebetszusammenkünfte ab, worin dann auch Prophetien
geäußert wurden. Diese Zusammenkünfte waren rein privat, hatten nichts mit den katholisch-apostolischen Gemeinden zu tun. In einer dieser Zusammenkünfte wurden beide Brüder durch Prophetie zu Aposteln gerufen. Daraufhin suchte man Kontakt zu mehreren noch lebenden katholisch-apostolischen Amtsträgern, u. a. dem Koadjutor Heath, jedoch wurde ihr Apostelamt von diesen nicht anerkannt.

## Entwicklung zur eigenen Gemeinschaft
Überzeugt von ihrem Auftrag, errichteten die Gebrüder Bos hinter ihrem Haus in Groenekan (in der Nähe von Utrecht) eine sogenannte „Apostelkapelle“ und fingen an dort Gottesdienste abzuhalten. Seit 1937 kennt die Gemeinde der Gebrüder Bos das vierfache Amt von Aposteln, Propheten, Evangelisten und Hirten und Lehrern.
Man sieht sich dem ‚Testimonium‘ verpflichtet, welches 1837 durch die britischen Apostel herausgegeben worden ist und verwendet auch ihre Liturgie.
L.J. Bos starb 1968, nach dem Tod seines Bruders J.L. Bos 1997 wurden Arie Nieuwland (seit 1988), Henk van Wijk (seit 1989) und Wiebe Tilstra (seit 1995) Apostel.

## Die Gemeinschaft unter van Wijk
Seit Anfang der 1990er Jahre wird von der Gemeinschaft stärker, insbesondere unter den Anhängern anderer apostolischer Gemeinschaften, für das eigene Anliegen geworben. So schloss sich Ende der 1990er Jahre ein Teil der katholisch-apostolischen Gemeinde in Leipzig der Bewegung an.
Apostel Henk van Wijk stellte sich bei der Herausgabe seines Buches im Jahr 2000 „Der Tanz der blinden Braut“, dem Selbstverständnis der eigenen Gemeinschaft folgend, als Mitglied der Holländisch-reformierten Kirche dar. Dieses wurde durch einige Geistliche anderer kirchlicher Richtungen, die im Vorfeld nichts von van Wijks Tätigkeit als Apostel wussten und gebeten worden waren, das Buch zu rezensieren, als ‚unehrlich‘, ‚unfein‘ und ‚schmerzlich‘ bezeichnet.
2018 kam die Gemeinschaft negativ in die Presse, als Jildert de Boer in seinem Buch „Zijt gij niet apostelen?!“ Missstände veröffentlichte. Der Leeuwarder Courant, das Reformatorisch Dagblad, das Nederlands Dagblad und das Protestants Nederland berichteten im Januar 2018 darüber.

## Heutige Verbreitung
Die Gemeinschaft soll einige hundert Mitglieder umfassen. Neben Gemeinden in den Niederlanden, gibt es auch Gemeinden in Deutschland (u. a. in Berlin und Leipzig) und Österreich (Wien).